# Miroslav Pribanić
Miroslav Pribanić, född den 12 juni 1946 i Bjelovar i Kroatien, är en kroatisk handbollsspelare och tidigare jugoslavisk representant.
Han tog OS-guld i herrarnas turnering i samband med de olympiska handbollstävlingarna 1972 i München.